# 好猫咪咪
好猫咪咪是上海美术电影制片厂的一部动画片。讲述一只小懒猫咪咪因懒惰疏于练功，以至被一群老鼠欺负；之后奋发图强，洗心革面，练出高超捕鼠本领的故事。故事风趣幽默，又不失教育意义。该片于1979年获文化部最佳影片奖。
比较有趣的是其中一段老鼠们得胜后哼唱的歌谣，极为传神的表达了老鼠们此时的得意之情：
“老鼠怕猫，那是谣传；一只小猫，有啥好怕；壮起鼠胆，把猫打翻；千古偏见，一定推翻！”